# البعثة الشيلية للقطب الجنوبي
البعثة الشيلية للقطب الجنوبي (2004-2005) هي رحلة شيلية إلى أنتاركتيكا نظمتها البحرية الشيلية ومعهد الدراسات العلمية ومعهد تشيلي الأنتاركتيكي. انطلقت الرحلة إلى انتاركتيكا من تشيلي على متن طائرتين من طراز لوكهيد سي-130 هيركوليز وطائرة من طراز إليوشن إي أل-76 تتبع جميعها لسلاح الجو التشيلي.